# چهارشنبه‌های لعنتی
چهارشنبه‌های لعنتی به کارگردانی مهناز حق شعار و بازیگری حماسه پارسا در سال ۱۳۸۸ ساخته شد.

## منبع
1. ↑  «چهارشنبه‌های لعنتی». بایگانی‌شده از اصلی در ۲۷ مارس ۲۰۰۷. دریافت‌شده در ۷ ژانویه ۲۰۲۰.